# Alessandro Corleone
Alessandro Corleone (Palermo, 15 ottobre 1985) è un wrestler italiano che combatte nella Italian Championship Wrestling.

## Carriera
Dopo brevi esperienze nel Regno Unito, in Germania, Francia, Spagna e Svizzera, Alessandro Corleone fà il suo debutto in Italia in un double match con Lothar contro Alex Valanga e Bepi il Murero ad ICW Expobrawl nel 2009. Da quel momento viene seguito in allenamento dall'accademia ICW.

## Personaggio
interpreta un mafioso siciliano

### Mosse finali
- Bacio della Morte (Body slam)
- La cupola (Chokeslam)

### Soprannomi
- "Il Padrino"

### Musiche d'ingresso
- "The Godfather"

## Titoli e riconoscimenti
- Italian Championship Wrestling
  - Italian Heavyweight Championship  (2)
  - Italian Tag Team Championship(1)
  - Interregional Championship (1)
  - Fight Forever Championship (1)
  - Cartoomics 24/7 Championship
  - Academy Cup (1) - con Alex Fit